# Jörg Haider

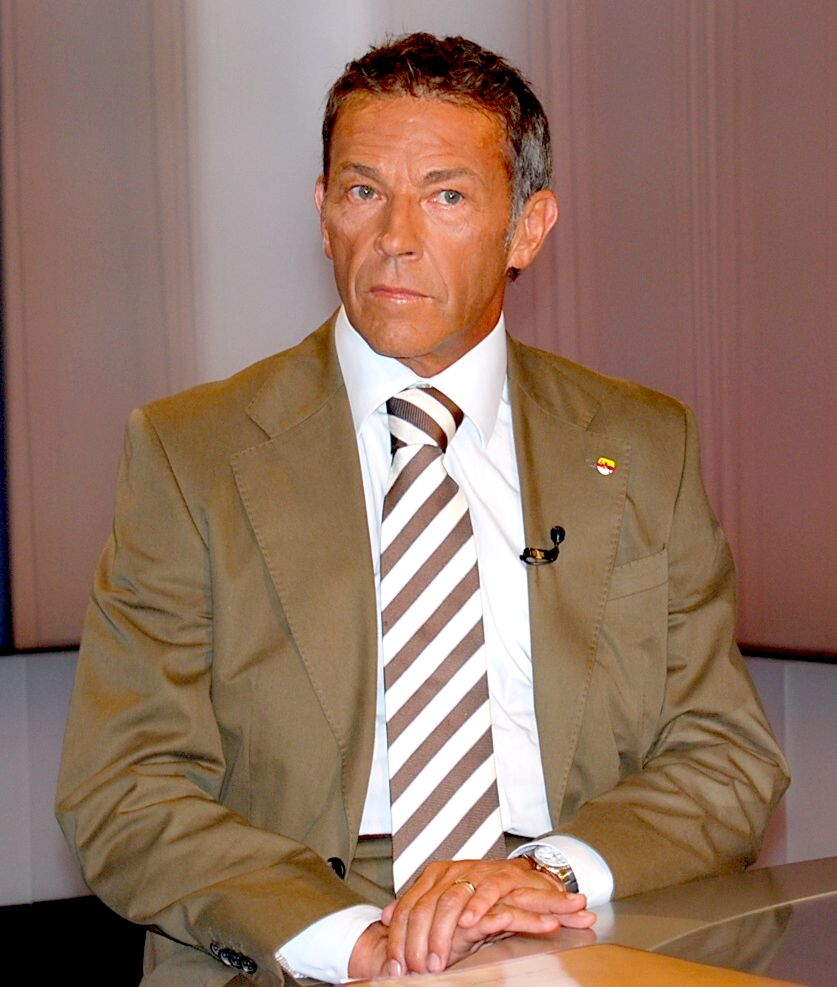
Jörg Haider vor einem Fernsehduell zur Nationalratswahl 2008

Jörg Haider (* 26. Jänner 1950 in Goisern; † 11. Oktober 2008 in Köttmannsdorf) war ein österreichischer Politiker des rechtspopulistischen sogenannten Dritten Lagers. Haider war zwischen 1971 und 1975 Bundesobmann des Rings Freiheitlicher Jugend und von 1986 bis 2000 Vorsitzender der Freiheitlichen Partei Österreichs (FPÖ). Im April 2005 spalteten sich unter seiner Federführung zahlreiche Funktionäre von der FPÖ ab und gründeten die Partei Bündnis Zukunft Österreich (BZÖ). Er war von 1989 bis 1991 sowie von 1999 bis zu seinem Tod Landeshauptmann von Kärnten.

## Herkunft und Bildung

### Elternhaus
Haiders Eltern heirateten 1945. Sein Vater Robert Haider (* 26. März 1914; † 18. März 2004), ein unehelicher Sohn der aus Goisern stammenden Fleischhauerstochter Theresia Haider (* 9. März 1896; ab 1919 verheiratete Pichler), war Schuhmacher. Seine Mutter Dorothea Haider (* 10. Oktober 1918; † 14. Juni 2016) wurde als Tochter des Gynäkologen und Primararztes am Linzer Allgemeinen Krankenhaus Karl Rupp und dessen aus Bruneck stammender Ehefrau Hermine Webhofer im Heimatort der Mutter geboren. Beide Eltern waren überzeugte Nationalsozialisten. Robert Haider war bereits in den 1930er-Jahren ein „Illegaler“, das heißt Mitglied der zu jener Zeit in Österreich verbotenen NSDAP. Er floh über die Grenze ins Deutsche Reich, trat dort der paramilitärischen Österreichischen Legion der SA bei und war aktiv am nationalsozialistischen Juliputsch von 1934 beteiligt. Nach dem „Anschluss“ 1938 war er zunächst Gaujugendwalter der Deutschen Arbeitsfront in Linz. Im Zweiten Weltkrieg wurde er an der West- und Ostfront mehrfach verwundet und kehrte als Leutnant in die Heimat zurück. Die Mutter war Führerin im Bund Deutscher Mädel. Nach der Befreiung 1945 musste Robert Haider Massengräber für die zuvor von der SS im KZ Ebensee Ermordeten ausheben. Als ehemaliger nationalsozialistischer Funktionär wurde er von den Alliierten ins Internierungslager Glasenbach gebracht und war als „Illegaler“ von den Entnazifizierungsgesetzen der ersten Nachkriegsjahre besonders betroffen. Im Zuge des Verbotsgesetzes 1947 wurden er und seine Frau als „minderbelastet“ eingestuft. Haider senior fand Arbeit in einer Schuhfabrik und wurde später freiheitlicher Parteisekretär für den Bezirk Gmunden. Politisch waren die Eltern weiterhin dem nationalistischen Lager verbunden und nahmen Hermann Foppa, den letzten Obmann der Großdeutschen Volkspartei Österreichs und Reichstagsabgeordneten der NSDAP, zum Taufpaten für ihren Sohn Jörg.

### Jugend und Ausbildung
Jörg Haider wurde katholisch getauft, besuchte von 1956 bis 1960 – mit Wilfried Scheutz als Klassenkamerad und Hubert von Goisern einige Klassen unter ihm – die Volksschule in Bad Goisern und anschließend bis 1968 das Gymnasium in Bad Ischl, wo er auch bei der schlagenden Schülerverbindung Pennal-konservative Verbindung Albia Bad Ischl aktiv wurde. Nach der Matura leistete er 1968–1969 seinen Militärdienst als Einjährig-Freiwilliger. Sein Entlassungsdienstgrad war der übliche Wachtmeister.
Anschließend inskribierte Haider die Studienrichtungen Rechtswissenschaften und Staatswissenschaften an der Universität Wien, wo er 1973 zum Doktor der Rechte promoviert wurde. Sein Betreuer war Günther Winkler. Seit 1969 war er in der fakultativ schlagenden Wiener akademischen Burschenschaft Silvania aktiv, in der er nach dem Studium weiterhin als Alter Herr Mitglied blieb. Eine seiner Mensuren focht Haider gegen den späteren FPÖ-Politiker Norbert Gugerbauer. Später wurde er auch Mitglied der Akademischen Burschenschaft Südmark Wien. Danach arbeitete er unter anderem mit Peter Kostelka (SPÖ) bis 1976 als Universitätsassistent am Institut für Staats- und Verwaltungsrecht der Universität Wien unter Günther Winkler.

## Politische Karriere
Haider fungierte im Laufe seiner Karriere in verschiedenen Positionen innerhalb der Freiheitlichen Partei Österreichs (FPÖ), unter anderem für 14 Jahre als Parteichef. Unter seiner Führung erlebte die FPÖ ein stetiges Steigen in der Wählergunst, die ihren Zenit bislang bei den Nationalratswahlen 1999 erreichte. Die FPÖ wurde außerdem zur stimmenstärksten Partei in Kärnten. Allerdings wird Haider auch als hauptverantwortlich für die größte Wahlniederlage in der österreichischen Parteiengeschichte angesehen (Verlust von fast zwei Dritteln der Wählerstimmen bei der Nationalratswahl 2002). Seine Politik sorgte im Laufe der Zeit für zahlreiche Kontroversen und führte zu zahlreichen Parteiaustritten.

### Anfänge (1966–1985)
Erste öffentliche Aufmerksamkeit erlangte Haider 1966, als er sich an einem Redewettbewerb des als deutschnational eingestuften Österreichischen Turnerbundes in Innsbruck beteiligte: er gewann ihn mit dem Beitrag Sind wir Österreicher Deutsche?
Haiders politische Karriere in der FPÖ begann als Vorsitzender (Funktionsbezeichnung: Bundesjugendführer) des Rings Freiheitlicher Jugend in den Jahren 1971 bis 1975.
1976 wurde Jörg Haider Parteisekretär in Kärnten, 1979 zog er als damals jüngster Abgeordneter für die FPÖ in den österreichischen Nationalrat ein. Als die SPÖ 1983, nach dem Verlust der absoluten Mehrheit, eine Koalition mit der FPÖ bildete, hatte er Ambitionen auf das Amt des Sozialministers, wurde aber schließlich Obmann der betont deutschnationalen Kärntner FPÖ. In dieser Funktion kritisierte er in den Folgejahren häufig den liberaleren Flügel der FPÖ um Vizekanzler und Bundesparteiobmann Norbert Steger. Die FPÖ Kärnten konnte als einzige FPÖ-Landesorganisation bei Landtagswahlen (1984) Stimmenzuwächse verbuchen.

### Politischer Aufstieg (1986–1999)
Mit Hilfe des deutschnationalen Flügels konnte er am 13. September 1986 bei einem Parteitag in Innsbruck Steger als Vorsitzenden der FPÖ ablösen. Auf diesen Führungswechsel hin kündigte Bundeskanzler Franz Vranitzky die Koalition mit den Freiheitlichen auf. Bei den darauf folgenden Nationalratswahlen konnte die FPÖ vor allem dank Haider ihr Ergebnis verdoppeln. Hauptthemen seiner Wahlreden waren Privilegienabbau und Kritik an den herrschenden politischen Verhältnissen. Im Inlandsreport bezeichnete er die österreichische Nation als eine „ideologische Missgeburt“. Haider drängte fast alle Personen, die ihn bei seinem Aufstieg in der FPÖ unterstützt hatten, aus ihren Funktionen. Mario Ferrari-Brunnenfeld, der Haiders Ernennung zum Landesparteigeschäftsführer 1976 maßgeblich gefördert hatte, erhielt von Haider 1988 ein Funktionsverbot in der FPÖ und wurde anschließend verspottet. Kriemhild Trattnig, die als politische Ziehmutter Haiders galt, wurde anlässlich des Parteitages 1992 in Gastein zum Ziel einer Mobbingkampagne und wurde durch den mit Dirndlkleid als Trattnig verkleideten Gernot Rumpold als „Vertreterin der Goldhauben-Frauen“ geschmäht. Trattnig trat noch während des Parteitags aus der FPÖ aus.
1989 wurde er nach mehr als 13 Prozent Zugewinn bei der Landtagswahl mit Unterstützung der ÖVP-Abgeordneten zum Landeshauptmann von Kärnten gewählt. Haider wurde somit als erstes FPÖ-Mitglied zum Landeshauptmann eines österreichischen Bundeslandes. Nach einem Misstrauensantrag von ÖVP und SPÖ verlor er dieses Amt 1991 wieder. Anlass für den Misstrauensantrag war eine Äußerung Haiders in einer Debatte über Arbeitslosigkeit im Kärntner Landtag am 13. Juni 1991: „Na, das hat’s im Dritten Reich nicht gegeben, weil im Dritten Reich haben sie ordentliche Beschäftigungspolitik gemacht, was nicht einmal Ihre Regierung in Wien zusammenbringt. Das muss man auch einmal sagen.“ Später entschuldigte er sich für diese Äußerung.
Nach seiner Abwahl in Kärnten wurde Haider wieder Klubobmann der FPÖ im Parlament. Die Partei konnte in der Folge bei einer Reihe von Landtagswahlen deutliche Zugewinne verzeichnen, zum Teil sogar im zweistelligen Prozentbereich.
Bis etwa 1993 befürworteten Jörg Haider und die FPÖ den Beitritt Österreichs zur damaligen Europäischen Gemeinschaft, doch sprachen sie sich später gegen den EU-Beitritt Österreichs aus. Haider galt bis zum Ende als erklärter EU-Skeptiker. Anders als die FPÖ sprach er sich selbst jedoch für einen Beitritt der Türkei zur Europäischen Union aus.
Am 15. März 1999 gewann die FPÖ mit Haider als Spitzenkandidat mit einem Stimmenanteil von 42,09 % die Wahl zum Kärntner Landtag. Die FPÖ wurde damit erstmals die stimmenstärkste Partei in einem Bundesland. Am 8. April 1999 wurde Haider nur mit den Stimmen der FPÖ-Abgeordneten zum zweiten Mal zum Landeshauptmann gewählt.
Bei den Nationalratswahlen im selben Jahr wurde die FPÖ unter seiner Führung hinter der SPÖ nach Stimmen zweitstärkste Partei – knapp vor der ÖVP, bei Gleichstand an Mandaten. Zunächst verhandelten SPÖ und ÖVP über eine Regierungsbildung. Diese Gespräche scheiterten im Dezember 1999. Daraufhin strebten ÖVP und FPÖ eine Koalitionsregierung an. Haider war an den Verhandlungen maßgeblich beteiligt.

### Rückzug in die Landespolitik (2000–2004)
Die neue ÖVP/FPÖ-Koalitionsregierung unter ÖVP-Obmann Wolfgang Schüssel als Kanzler nahm Anfang Februar 2000 ihre Arbeit auf; Haider gehörte der Bundesregierung Schüssel I nicht an. Die Regierungsbeteiligung der FPÖ löste internationale Proteste aus, da die FPÖ im Ausland teilweise als rechtsextreme Partei angesehen wurde und FPÖ-Obmann Haider mit fremdenfeindlichen und antisemitischen Äußerungen Anstoß erregt hatte. Bereits Ende Januar kam es zu Sanktionen durch die damals 14 übrigen Mitgliedstaaten der Europäischen Union (nicht jedoch der EU selbst). Die Regierungen dieser Länder stellten diplomatische und politische Kontakte mit Österreich vorübergehend ein. Die Länder Tschechien, Norwegen, Kanada und Israel schlossen sich den Sanktionen an. Auf den Straßen Wiens kam es zu regelmäßigen Donnerstagsdemonstrationen von Gegnern der Regierungskoalition. Auch im Ausland wurde gegen eine Regierungsbeteiligung der FPÖ demonstriert.
Ende Februar 2000 trat Haider überraschend von seinem Posten als FPÖ-Vorsitzender zurück, bestritt jedoch, sich damit den internationalen Protesten gebeugt zu haben. Er begründete den Rücktritt damit, dass er den Eindruck vermeiden wolle, die FPÖ-Mitglieder in der Regierung seien seine Marionetten. Außerdem sei die doppelte Funktion als Parteichef und als Landeshauptmann von Kärnten eine zu große Belastung. Susanne Riess-Passer wurde seine Nachfolgerin. Auch ohne offizielles bundespolitisches Amt, als „einfaches Parteimitglied“ (laut Eigendefinition), hatte er immer noch erheblichen Einfluss auf die Bundespartei und die FPÖ-Regierungsmitglieder.
Jörg Haider pflegte intensive Kontakte mit arabischen Politikern: Mit Saif al-Islam al-Gaddafi, einem Sohn des damaligen libyschen Staatschefs Muammar al-Gaddafi, verband Haider eine lange persönliche Freundschaft. Am Faschingsdienstag des Jahres 2002 reiste Jörg Haider nach Bagdad, um mit Saddam Hussein zusammenzutreffen. Später in diesem Jahr kritisierte Jörg Haider seine Partei aufgrund der Verschiebung einer Steuerreform heftig und löste damit einen FPÖ-internen Machtkampf aus. Dieser fand seinen Höhepunkt bei der außerordentlichen Knittelfelder FPÖ-Delegiertenversammlung, als ein Kompromisspapier öffentlich zerrissen wurde. In der Folge der Ereignisse traten Parteiobfrau und Vizekanzlerin Susanne Riess-Passer, Finanzminister Karl-Heinz Grasser und FPÖ-Klubobmann Peter Westenthaler zurück.

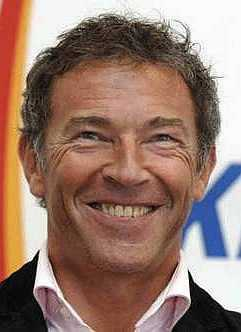
Jörg Haider (2006)

Haider wollte den Parteivorsitz wieder übernehmen, zog sich jedoch innerhalb weniger Tage wieder zurück, da angeblich Attentatsdrohungen gegen ihn und seine Familie vorlägen. Neuwahlen wurden anberaumt, bei denen Haider als Spitzenkandidat jedoch nicht zur Verfügung stand. Stattdessen wurde Herbert Haupt Vorsitzender. Während Haupt sich für ein Fortbestehen der Koalition mit der ÖVP einsetzte, war Haider dagegen. Aufgrund der großen Stimmen- und Mandatsverluste bei der Nationalratswahl 2002, für die ihm die Hauptverantwortung zugeschrieben wurde, kündigte er seinen Rücktritt als Kärntner Landeshauptmann an. Er setzte diesen jedoch nicht in die Tat um. „Rücktritt vom Rücktritt“ wurde von der Forschungsstelle für Österreichisches Deutsch als Unwort des Jahres gewählt.
In seiner Funktion als Landeshauptmann war er Mitglied des Österreich-Konvents. Bei den Kärntner Landtagswahlen am 7. März 2004 gelang es Haiders FPÖ, wieder die relative Mehrheit zu erringen. Laut offiziellem Endergebnis kam die FPÖ auf 42,5 Prozent, die SPÖ auf 38,4, die ÖVP auf 11,6 und die Grünen auf 6,7 Prozent. In der konstituierenden Landtagssitzung vom 31. März 2004 wurde Haider – erstmals mit der Unterstützung sowohl der SPÖ (durch Anwesenheit) als auch der ÖVP (durch aktive Ja-Stimmen) – wieder zum Landeshauptmann gewählt und schloss ein Arbeitsübereinkommen mit der SPÖ.
Als die FPÖ bei den Wahlen zum Europaparlament 2004 abermals eine deutliche Niederlage erlitt, wurde Haider von zahlreichen Parteimitgliedern aufgefordert, erneut die Obmannschaft zu übernehmen, was er jedoch zur allgemeinen Überraschung ablehnte. Stattdessen trat seine Schwester Ursula Haubner an die Parteispitze.

### Gründung der Partei „Bündnis Zukunft Österreich“ (2005)

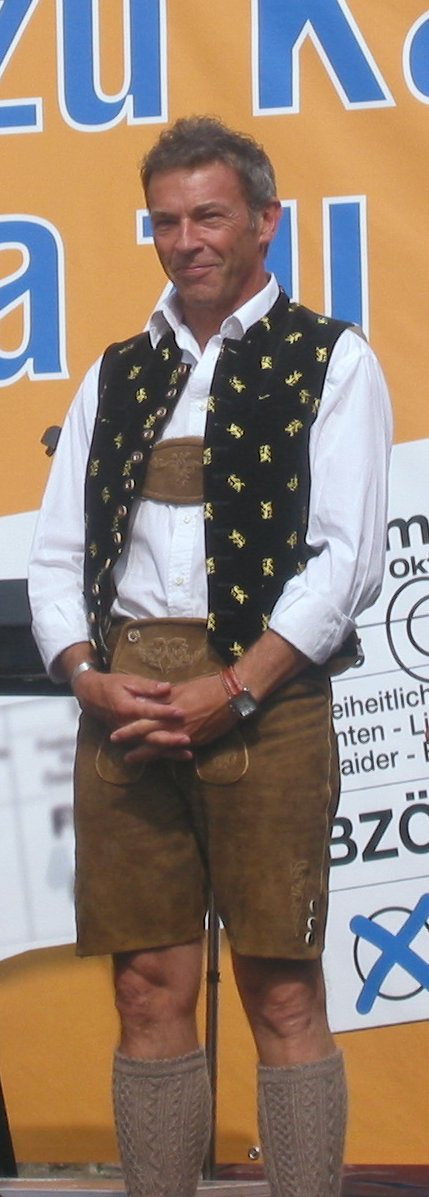
Jörg Haider bei einer Veranstaltung des BZÖ (2006)

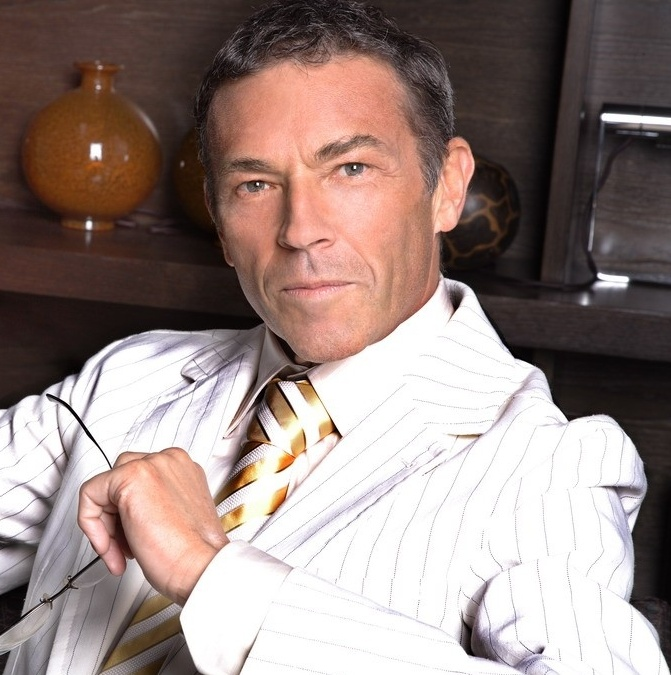
Jörg Haider (2007)

Nach der Wahlniederlage bei den niederösterreichischen Gemeinderatswahlen am 6. März 2005 (Rückgang auf 3,3 %) schlug Haider eine Neugründung der FPÖ als „lässige, flotte und junge“ Partei vor, deren Führung er „im Notfall“ auch wieder zu übernehmen bereit wäre. Als dieser Vorschlag innerparteilich nicht auf ungeteilte Zustimmung stieß und sich bei einem für den 23. April anberaumten Parteitag eine Kampfabstimmung gegen den Wiener FPÖ-Obmann Heinz-Christian Strache abzeichnete, gab er am 4. April 2005 die Gründung der neuen Partei Bündnis Zukunft Österreich (BZÖ) bekannt und erklärte, deren erster Vorsitzender werden zu wollen. Daraufhin wurde er am 7. April 2005 vom Interimsobmann der FPÖ Hilmar Kabas aus der FPÖ ausgeschlossen. Als Konsequenz der neuen Parteigründung verlor die FPÖ ihr Regierungsteam und einen Großteil der Abgeordneten. Das BZÖ übernahm Teile des FPÖ-Parteiprogramms in ihr eigenes, in dem zum Beispiel der „Räuber-Kapitalismus der Globalisierung“ angegriffen, die „Flat Tax“ gelobt und die Förderung sowohl des „Klein- und Mittelstandes“ als auch des „kleinen Mannes“ befürwortet wurde.
Bei der ersten Wahlteilnahme des BZÖ bei der Landtagswahl in der Steiermark 2005 erreichte die Partei 1,7 % der Stimmen (FPÖ: 4,6 %) und verfehlte damit den Einzug in den Landtag. Zu den kurz darauf folgenden Landtagswahlen im Burgenland am 9. Oktober 2005 trat das BZÖ nicht an. Bei den Landtagswahlen in Wien am 23. Oktober 2005 entfielen 1,2 % der Stimmen auf das BZÖ, das somit auch in der Bundeshauptstadt nicht in den Landtag (hier: Gemeinderat) gewählt wurde.
Haider gab nach der zweiten regionalen Niederlage die Geschäfte des Bundesparteiobmanns an Hubert Gorbach ab, behielt aber de facto die Führung auf Bundesebene und wurde gleichzeitig am 25. November Obmann des Kärntner BZÖ. Die Positionierung des BZÖ in der österreichischen Parteienlandschaft wurde nach wie vor entscheidend von Haider mitgestaltet. Nach einem koalitionsinternen Streit um die Sozialpolitik zerbrach die Koalition zwischen BZÖ und SPÖ in der Kärntner Landesregierung am 28. Februar 2006.
Am 23. Juni 2006 wurde er von seinem langjährigen Weggefährten Peter Westenthaler bei einem Bundeskonvent in Salzburg als Obmann des BZÖ abgelöst. Westenthaler übernahm auch die Parteiagenden von Hubert Gorbach. Bei der Nationalratswahl im Oktober 2006 schaffte das BZÖ den Einzug in den Nationalrat. Ausschlaggebend war dafür allein das Ergebnis in Kärnten (knapp 25 %). In sämtlichen anderen Bundesländern blieb das BZÖ unter der für den Einzug in den Nationalrat notwendigen 4-Prozent-Grenze.

### Rückkehr in die Bundespolitik (2008)
Mitte August 2008 kündigte Haider an, für die Nationalratswahl 2008 als Spitzenkandidat des BZÖ anzutreten, ein etwaiges Mandat allerdings nicht anzunehmen, sondern Kärntner Landeshauptmann zu bleiben. Haider wurde Ende August bei einem Parteitag des BZÖ in Graz, mit Zustimmung aller Delegierten ohne Gegenkandidaten, einstimmig zum Parteivorsitzenden gewählt. Das BZÖ konnte seinen Stimmenanteil bei der Wahl am 28. September 2008 mit 10,7 % mehr als verdoppeln, was Beobachter wie auch Parteifreunde Haiders vor allem seiner Kandidatur zuschreiben. So gelang der Partei auch in Kärnten mit 39,4 % ihr bestes Ergebnis, während sie in den anderen Bundesländern zwischen 4,7 % (Wien) und 13,2 % (Steiermark) erreichte.

## Privatleben
Jörg Haider heiratete 1976 die gebürtige Tirolerin Claudia Hoffman; die gemeinsamen Töchter Ulrike Haider-Quercia und Cornelia Haider wurden 1976 und 1980 geboren. Wohnhaft war Jörg Haider im Bärental und in Klagenfurt am Wörthersee. Das umstrittene Bärentaler Anwesen, das ursprünglich im Besitz einer italienisch-jüdischen Familie gewesen und nach dem Anschluss Österreichs arisiert worden war, hatte Haider von seinem Südtiroler Wahlonkel und Großcousin Wilhelm Webhofer (* 9. August 1916) aus Bruneck, einem Verwandten mütterlicherseits, geschenkt bekommen. Noch am Tag der Schenkung 1986 verkündete Haider über die APA seine Absicht, gegen Parteichef und Vizekanzler Norbert Steger zu kandidieren.
Haider war Bergsteiger und Läufer; unter anderem nahm er 1999 am New-York-City-Marathon und 2000 am Vienna City Marathon teil.
Haider betätigte sich als Sänger von Kärntnerliedern. Im November 2008 erschien eine CD und DVD mit ihm als Solist, begleitet vom Männerdoppelsextett Klagenfurt. Ein Teil des Erlöses der CD Pfiat Gott, liabe Alm kommt dem Hilfsprojekt „Kärntner in Not“ zugute. Nach seinem Tod im Oktober 2008 wurden die Tonträger in Teleshopping-Programmen vermarktet und erzielten hohe Verkaufszahlen. Schon 1990 hatte Haider einen kurzen Gastauftritt in der Folge Der Pechvogel der RTL-Serie Ein Schloß am Wörthersee.
Von 10. Oktober 2009 bis 2. Oktober 2010 zeigte das Bergbaumuseum Klagenfurt die Sonderausstellung Dr. Jörg Haider. 1950–2008, die einige Einblicke in dessen Privatleben ermöglichte. Gezeigt wurden unter anderem Fotos und Haiders Arbeitsumgebung mit Sessel und Schreibtisch aus dem Büro des Landeshauptmannes, seine Uhr und sein Reisepass sowie eine Abschrift seiner ersten politischen Rede Sind wir Österreicher Deutsche?, die er mit 16 Jahren geschrieben hatte.

## Tod
In der Nacht zum 11. Oktober 2008 kam Haider in Lambichl im Südwesten der Landeshauptstadt Klagenfurt (Lage) auf der Loiblpass-Straße bei einem Verkehrsunfall ums Leben. Nach dem Besuch mehrerer Veranstaltungen und Gaststätten hatte sich Haider, stark alkoholisiert (1,8 ‰ Blutalkoholkonzentration), allein auf den Weg zu seinem Haus im Bärental gemacht. Nach Angaben des Leiters der Staatsanwaltschaft Klagenfurt fuhr Haider bei Nebel mit stark überhöhter Geschwindigkeit mit seinem Dienstwagen VW Phaeton. In einem 70-km/h-Bereich kam er bei der kleinen Ortschaft Lambichl, knapp nach Klagenfurt, nach einem Überholvorgang um 1:15 Uhr nachts von der Straße ab. Sein Wagen zerschellte an einer Garteneinfassung. Nach den von VW-Technikern ausgelesenen Informationen des Steuergeräts, in dem die letzten 30 Sekunden der Fahrt gespeichert waren, hatte die zuletzt gemessene Geschwindigkeit bei 142 km/h gelegen.
Haider erlitt bei dem Unfall mehrere lebensgefährliche Verletzungen und verstarb noch am Unfallort, wenngleich er noch in das Klinikum Klagenfurt überführt wurde und erst dort die offizielle Feststellung des Todes erfolgte. Am 14. April 2009 gab die Staatsanwaltschaft Klagenfurt bekannt, dass das Ermittlungsverfahren zum tödlichen Verkehrsunfall offiziell eingestellt wurde. Der tödliche Unfall war demnach ausschließlich auf einen Fahrfehler zurückzuführen. Laut der technischen Auswertung des Unfallfahrzeuges war das Unfallauto in „einwandfreie[m] Zustand“ und es habe auch keine Manipulationen oder sonstige Fremdeinwirkung gegeben. Eine Obduktion der Grazer Gerichtsmedizin schloss andere medizinische Ursachen für den Unfall aus (z. B. einen Herzinfarkt oder eine andere Erkrankung), was später auch durch ein zweites Gutachten der Universität Innsbruck bestätigt wurde.
Der Unfallort in Lambichl an der Klagenfurter Stadtgrenze und diejenigen Orte Kärntens, welche das Leben Haiders geprägt hatten, wurden nach dem Ableben zu Trauer- und Pilgerstätten. Die offiziellen Trauerfeiern für Haider fanden am 18. Oktober 2008 in Klagenfurt statt; ihr Ablauf gliederte sich in zwei Teile: die Verabschiedungsfeier auf dem Neuen Platz sowie das Requiem im Klagenfurter Dom, das von den Bischöfen Alois Schwarz und Egon Kapellari zelebriert wurde. An den Feiern nahmen mehr als 25.000 Menschen teil, unter ihnen die höchsten Repräsentanten der Republik wie Bundespräsident Heinz Fischer, Bundeskanzler Alfred Gusenbauer und alle Landeshauptleute, Karl-Heinz Grasser, Stefan Petzner, zahlreiche Veteranen des Zweiten Weltkriegs, Saif al-Islam al-Gaddafi (einer der Söhne des libyschen Revolutionsführers Muammar al-Gaddafi), der mit Haider befreundet war, sowie zahlreiche seiner früheren Wegbegleiter und Vertreter von mehreren deutschnationalen Burschenschaften. Aus Italien kamen mehrere Abordnungen und rechtsgerichtete Sympathisanten; an Politikern erschienen der Präsident der Region Friaul-Julisch Venetien, Renzo Tondo, mit Fahne und Wappen seiner Region, sowie der Präsident der Region Veneto, Gianfranco Galan. Es kondolierten zahlreiche rechtspopulistische Parteien wie auch die separatistische Lega Nord in Vertretung des EU-Abgeordneten Mario Borghezio, der bekundete, dass viele Anhänger der Lega Nord am Begräbnis teilnähmen. Nach dem Ende der Trauerfeiern in Klagenfurt wurde die Leiche Haiders in der Feuerhalle Villach eingeäschert. Die Beisetzung der Urne fand einige Tage später auf dem Besitz der Familie Haider im Bärental statt.

## Totengedenken und Haiderkult
Seit Haiders Tod pilgern Menschen zum Unfallort nach Lambichl und legen Blumen, Kränze, Kerzen, Fahnen und Trauerbekundungen nieder. Auch die Kärntner Traditionsverbände halten zu den Landesfeierlichkeiten regelmäßig eine Gedenkkundgebung mit einer Kranzniederlegung ab. Der Jörg-Haider-Gedenkpark umfasst mehrere Gedenkmonumente umlegt von Blumenbeeten, Kränzen, Fahnen und verschiedenen Trauerbotschaften. Das Kunstwerk Verbindende Hände wurde als Denkmal für Jörg Haider in Auftrag gegeben. Es stand zunächst in Klagenfurt und wurde am 25. Jänner 2011 vor dem Dom zu Gurk neu eingeweiht. 2013 stellte das Land Kärnten die Erhaltung und Reinigung des Mahnmals durch die Straßenmeisterei ein.
Auf einer Parteiveranstaltung des BZÖ wurde ein Transparent mit der Pseudo-Fürbitte „Jörg Haider, bitte hilf uns, diese Verräter zu verscheuchen.“ eingesetzt. Die Dr. Jörg Haider Gebetsliga setzte sich mehrere Jahre lang für die Seligsprechung Haiders ein, bis sie sich als Satire enttarnte. Die kultische Verehrung Haiders wurde unter anderem von Josef Winkler, Egyd Gstättner und Udo Jürgens kritisiert. Der Psychoanalytiker Klaus Ottomeyer erklärt die Verehrung Haiders mit Kärntens „ausgeprägt vaterloser Gesellschaft, das erzeugt Wünsche nach dem Übervater, der aus der Bedeutungslosigkeit hervorhebt. Auch das Gefühl des Verlassenwerdens wird hier zelebriert, nicht zufällig heißt eines der beliebtesten Landeslieder ,Valossn, valossn‘.“
Um Haiders Tod entwickelte sich eine Reihe von Verschwörungstheorien, die Sprengfallen, Raketenangriffe oder eine Inszenierung des Unfalls im Auftrag „der Ostküste“, der Deutschen Bank, der Deutschen Bahn und der Gewerkschaft hinter Haiders Tod vermuten. Ein verschwörungstheoretisches Buch zu Haiders Tod wurde von Gerhard Wisnewski im Kopp-Verlag veröffentlicht. Karlheinz Klement bekundete seine Ansicht, wonach Haider vom Mossad ermordet worden sei. Ottomeyer bezeichnet die Verschwörungstheorien um Haiders Tod als „Reduktion einer kognitiven Dissonanz […] die Verschwörungstheorie biegt Fakten zurecht, damit der Glaube – in den ich sehr viel investiert habe – erhalten bleiben kann und auch mein Selbstwertgefühl in keine Krise kommt“.
Die Band K.I.Z veröffentlichte im Jahr 2009 einen Diss-Track namens Straight outta Kärnten, in dem der Tod Jörg Haiders behandelt wird.
Zum zehnten Todestag Haiders schlug das BZÖ Kärnten im September 2018 eine Umbenennung des Neuen Platzes in Klagenfurt in Jörg-Haider-Platz vor – dies mit Verweis auf Haiders „geradlinige Taten“ und sein „herzensgutes Wirken“, sein „Einsatz für die Bevölkerung“ wirke „unaufhaltsam nach“.

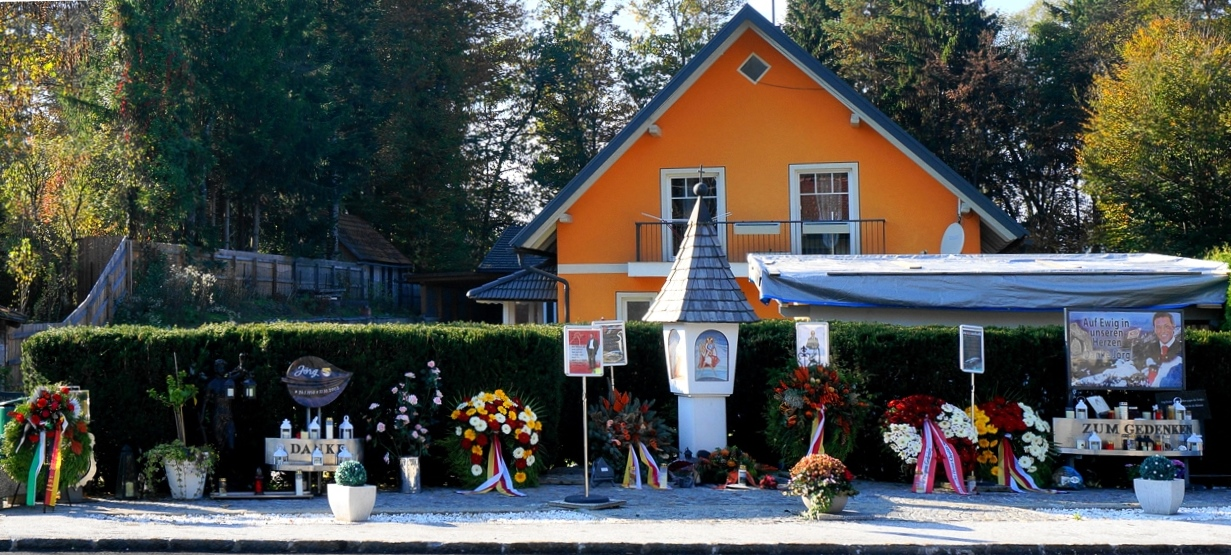
Jörg-Haider-Gedenkstätte 2018
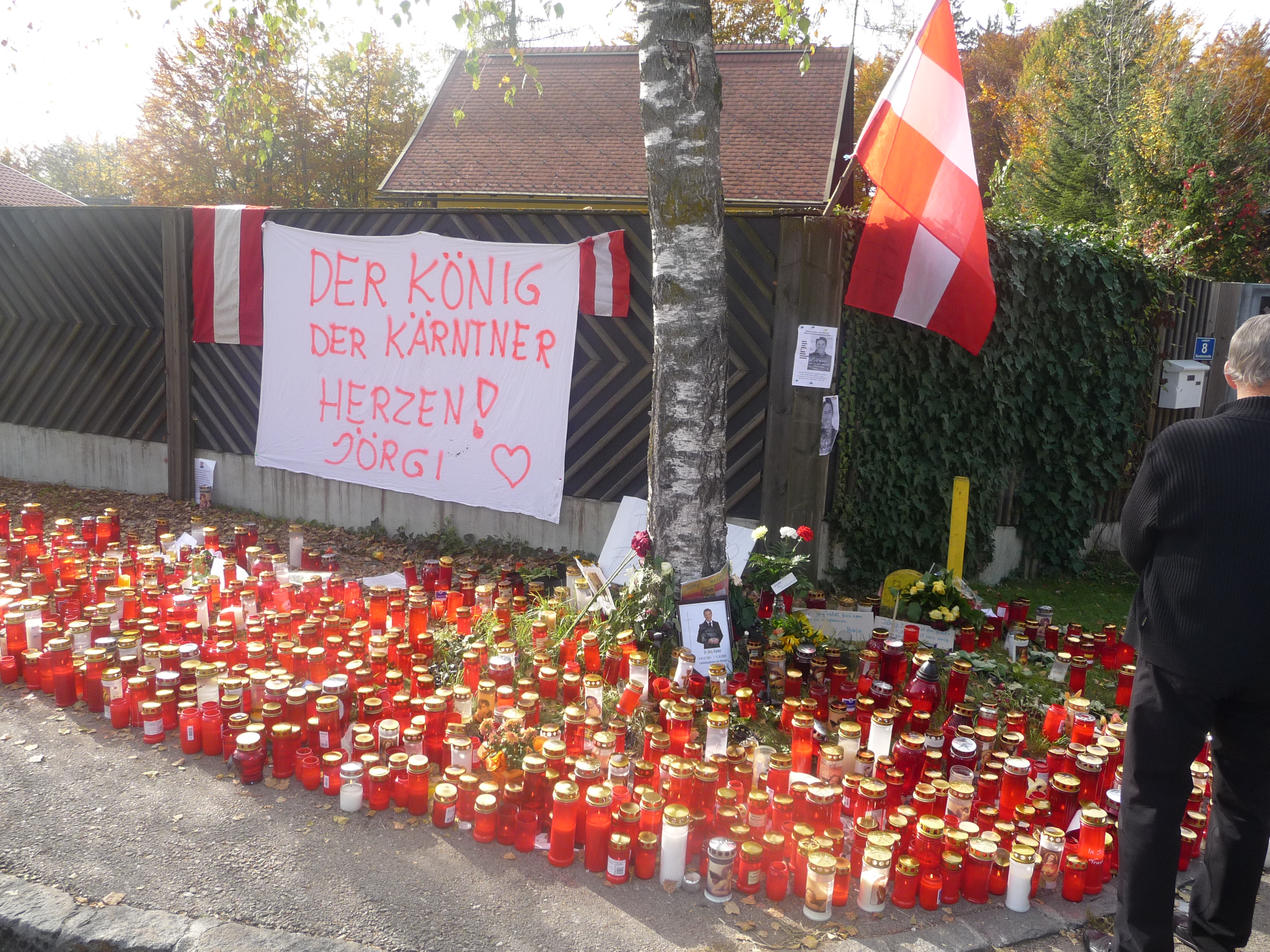
Unfallstelle in Lambichl am 14. Oktober 2008
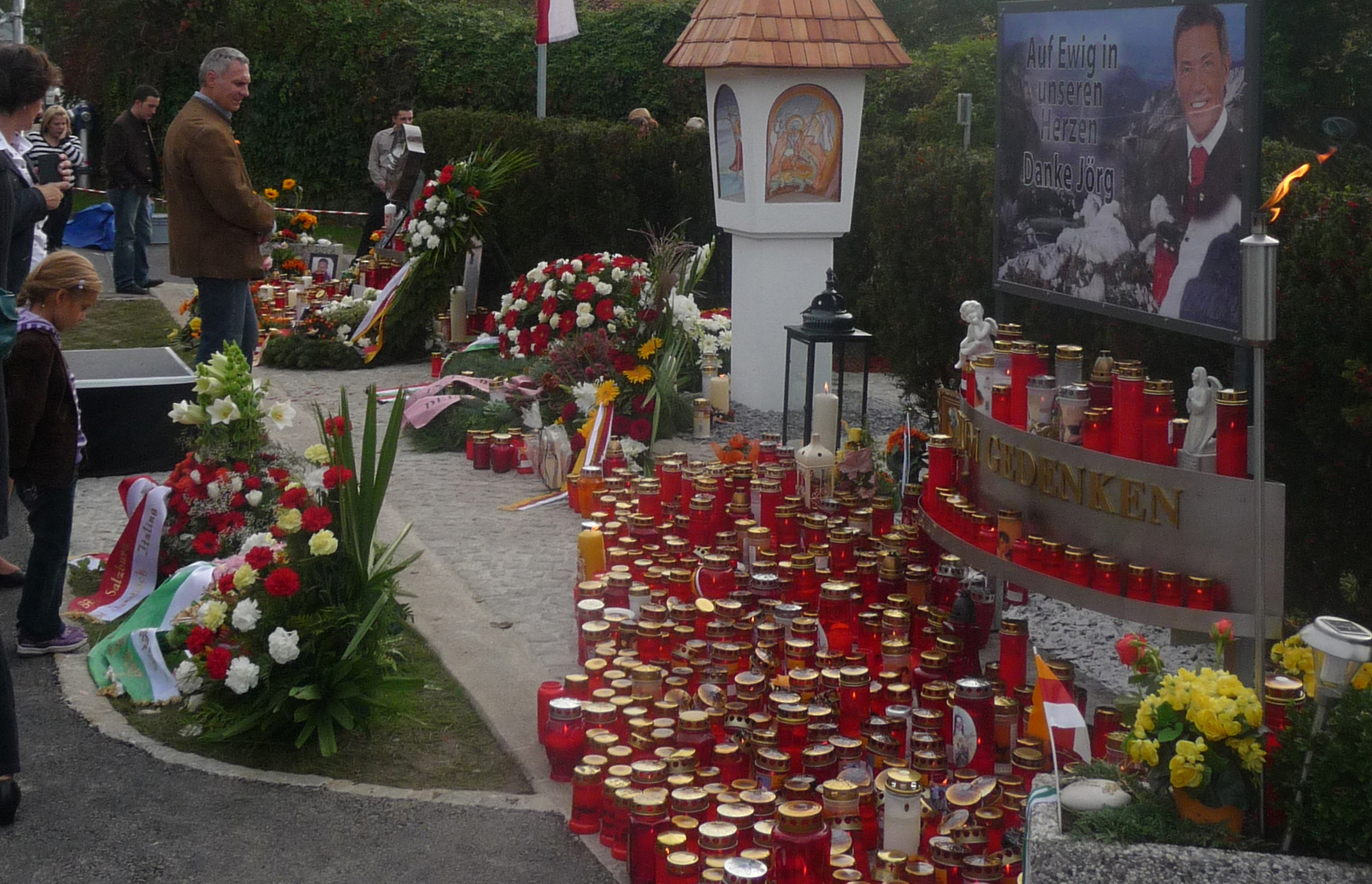
Gedenkstätte am Unfallort in Lambichl
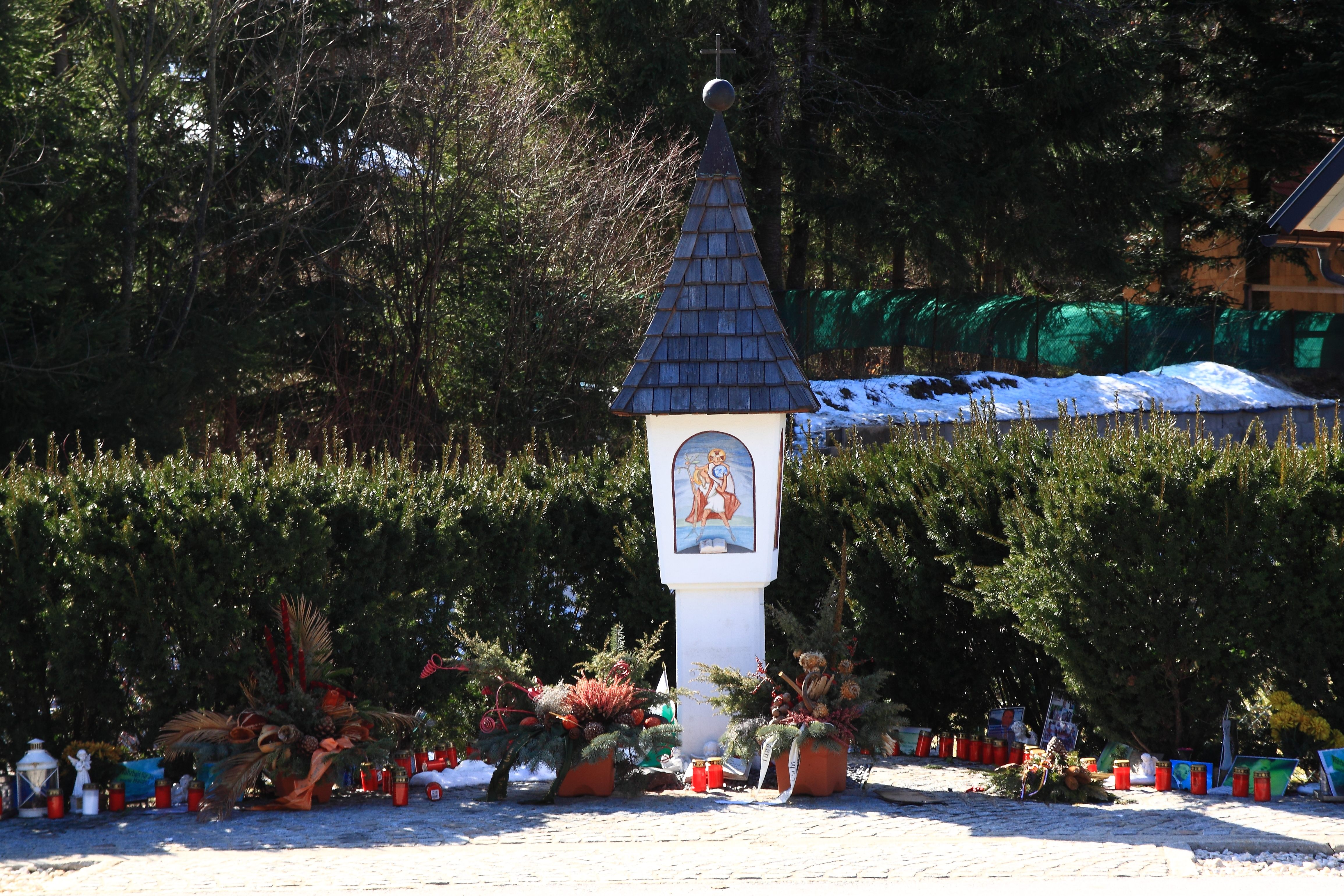
Das Marterl
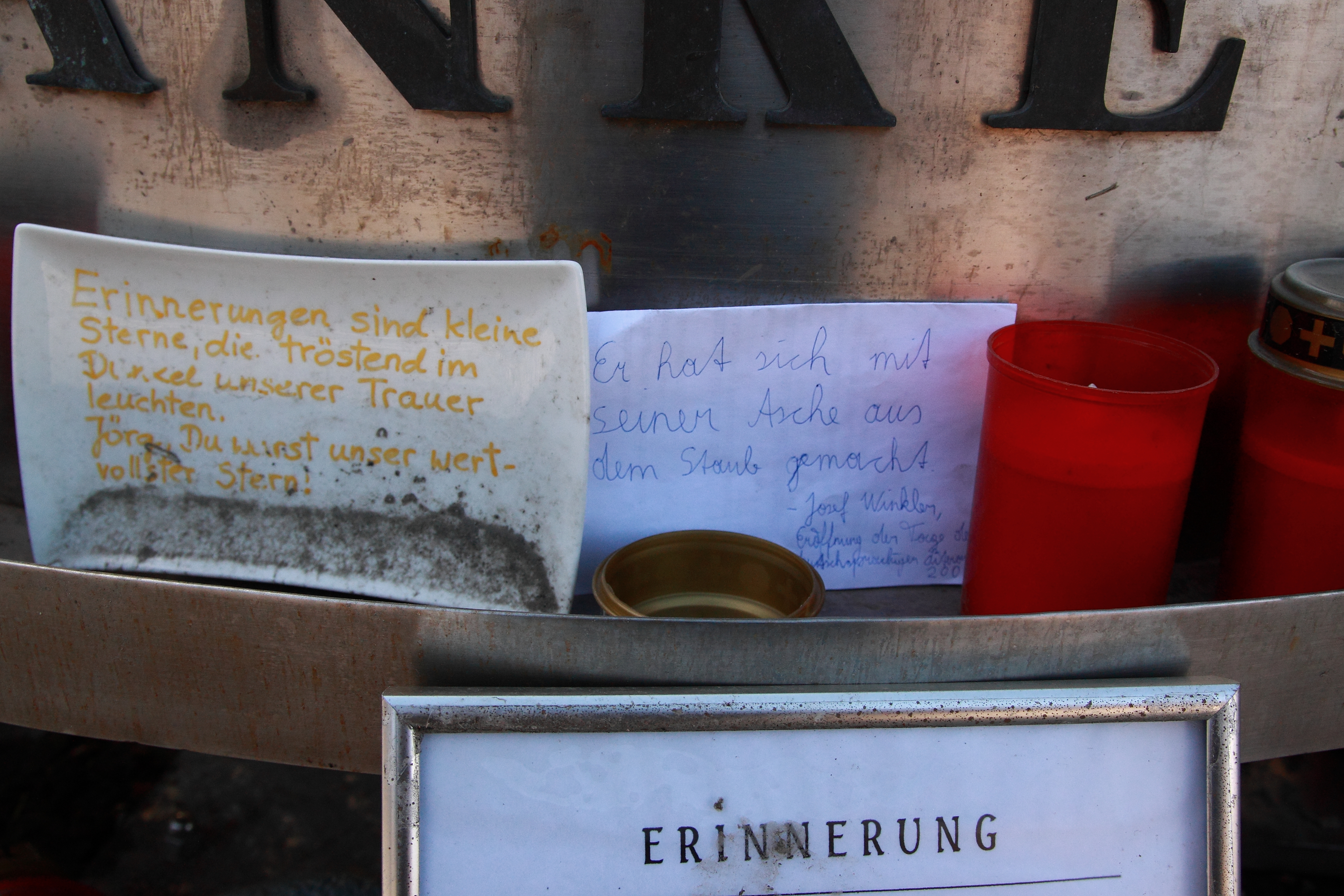
Botschaften von Anhängern und Kritikern
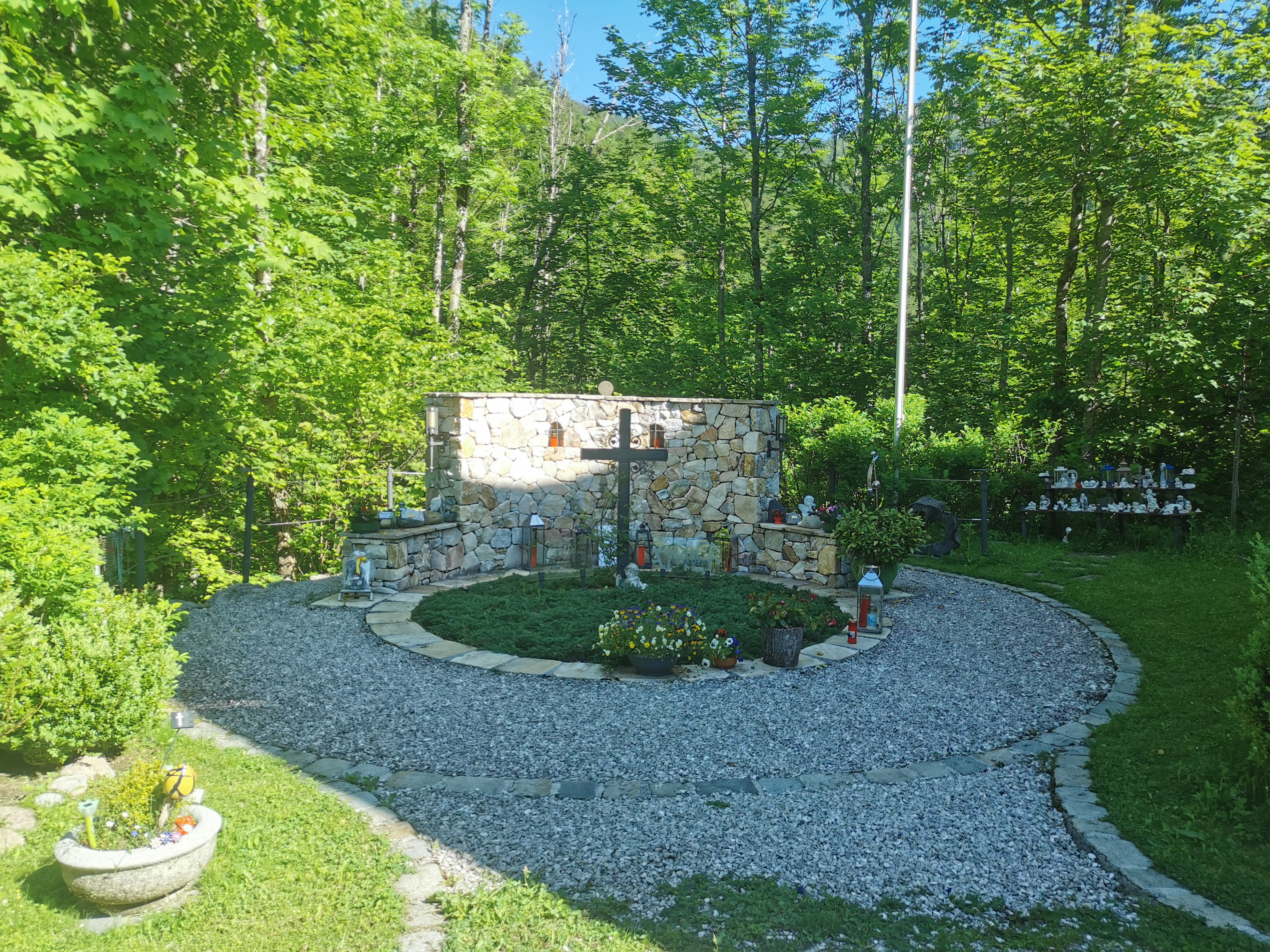
Gedenkstätte im Bärental (2021)

## Skandale und Kontroversen
Jörg Haider polarisierte die Meinungen, er wurde gleichermaßen bewundert wie angefeindet. Anlass zu Kritik boten unter anderem seine ausländerfeindlichen Wahlkampagnen; im Wahlkampf 1999 wurde beispielsweise „Stopp der Überfremdung“ propagiert. Im Jahr 2006 bekräftigte Haider seine Standpunkte in der „Ausländerfrage“ und meinte, dass er die Abschiebung „integrationsunwilliger“ und „ungebildeter“ Immigranten befürworte.
Weiter befürwortete Haider eine Volksbefragung über eine EU-Verfassung, was manchen urdemokratisch und anderen populistisch erschien. Er warb für ein „innereuropäisches Selbstbestimmungsrecht der Ethnien“.

### Bezug zum Rechtsextremismus
Kritiker Haiders bezeichnen ihn unter anderem als Rechtspopulisten mit teilweise rechtsextremer Weltanschauung. Einige seiner Äußerungen stufte man als fremdenfeindlich, rassistisch und antisemitisch ein. So verwendete er wiederholt den im politischen Antisemitismus geläufigen Begriff der „(amerikanischen) Ostküste“, in dem sich die Ablehnung der „künstlichen“ und „multikulturellen Kultur“ der Vereinigten Staaten mit der Vorstellung verbindet, Juden würden von dort aus einen dominierenden Einfluss auf Politik und Gesellschaft Amerikas und auch Europas ausüben.

„Der Häupl [amtierender Wiener Bürgermeister, SPÖ] hat einen Wahlkampfstrategen, der heißt Greenberg … (lautes Lachen im Saal) … den hat er sich von der Ostküste einfliegen lassen! Liebe Freunde, ihr habt die Wahl, zwischen Spin Doctor Greenberg von der Ostküste oder dem Wienerherz zu entscheiden … (tosender Applaus) … wir brauchen keine Zurufe von der Ostküste. Jetzt ist einmal genug! (starker Applaus)“

Haider hingegen bestritt einen Zusammenhang. Nach seiner Aussage handele es sich bei Ostküste um eine wertfreie geographische Bezeichnung.

„Dass es in dieser regen Zeit, wo es noch anständige Menschen gibt, die einen Charakter haben und die auch bei größtem Gegenwind zu ihrer Überzeugung stehen und ihrer Überzeugung bis heute treu geblieben sind. Und das ist eine Basis, meine lieben Freunde, die auch an uns Junge weitergegeben wird. Und ein Volk, das seine Vorfahren nicht in Ehren hält, ist sowieso zum Untergang verurteilt. Nachdem wir aber eine Zukunft haben wollen, werden wir jenen Menschen, den politisch korrekten, beibringen, dass wir nicht umzubringen sind und dass sich Anständigkeit in unserer Welt allemal noch lohnt, auch wenn wir momentan nicht mehrheitsfähig sind, aber wir sind den anderen geistig überlegen. […] Wir geben Geld für Terroristen, für gewalttätige Zeitungen, für arbeitsscheues Gesindel, und wir haben kein Geld für anständige Menschen.“

Jörg Haider geriet durch derartige Aussagen und das Auftreten bei den Ulrichsbergfeiern in die Kritik, wo er die seiner Meinung nach „anständige“ und „saubere“ Kriegsgeneration in Schutz nahm:

„… es kann nicht so sein, dass die Geschichte unserer Eltern und Großeltern aufgrund absonderlicher Kommentierungen zu einem Verbrecheralbum gemacht wird und ihre Leistungen von der Geschichte mit Füßen getreten werden.“

Diese politische Unterstützung der Kriegsgeneration hielt bis wenige Monate vor seinem Ableben im Jahr 2008 an; Haider hatte sich gegen die Abschiebung des in Kärnten lebenden, als Kriegsverbrecher gesuchten Milivoj Ašner, des ehemaligen kroatischen Ustascha-Polizeichefs von Požega, nach Kroatien ausgesprochen. „Er soll seinen Lebensabend bei uns verbringen dürfen“. Ašner sei „seit Jahren ein Klagenfurter Bürger, der friedlich bei uns lebt“. „Das ist eine nette Familie“, sagte Haider dem Standard.
Der Nationalratsabgeordnete Peter Pilz (Die Grünen) bezeichnete Haider 1992 als „politischen Ziehvater des rechtsextremen Terrorismus“ und als „Verharmloser der NS-Vergangenheit“, wogegen sich Haider erfolglos mit einer Klage zur Wehr setzte. Der Oberste Gerichtshof beurteilte 1995 die Aussagen im Rahmen der politischen Auseinandersetzung als legitime Meinungsäußerungen.
In seinen Stasiakten wurde Haider als rechtsextrem eingestuft. Zudem soll er im Jahr 1989 während eines Besuches in West-Berlin an Treffen der rechtsextremen Freiheitlichen Deutschen Arbeiterpartei (FAP) teilgenommen haben.

### Umstrittene Äußerungen
Gegenüber anderen Politikern benutzte Haider in seinen Jahren an der FPÖ-Spitze oft und bewusst beleidigende Worte und pflegte eine provokante Ausdrucksweise. Hierbei äußerte er sich auch über international angesehene Persönlichkeiten nicht selten abfällig. Beispielsweise behauptete er 1991, dass das polnische Volk „arbeitsscheu“ sei, könne man am polnischen Präsidenten Lech Wałęsa sehen, der „mehr breit als hoch“ geworden sei. Den französischen Staatspräsidenten Jacques Chirac bezeichnete er 2000 als „Westentaschen-Napoleon“, und über den Präsidenten der Israelitischen Kultusgemeinde Wien (IKG), Ariel Muzicant, sagte er am 28. Februar 2001 in einer Anspielung auf das Waschmittel „Ariel“, er wundere sich, wie jemand, der Ariel heiße, „soviel Dreck am Stecken haben“ könne. Haider wurde daraufhin beschuldigt, mit dieser Äußerung das antisemitische Stereotyp des geschäftstüchtigen und vaterlandsverräterischen Juden bedient zu haben. Bereits beim FPÖ-Neujahrstreffen im Jänner desselben Jahres hatte er Muzicant vorgeworfen, dieser werde erst dann zufrieden sein, wenn der österreichische Staat auch die von ihm verursachten Schulden der IKG über 600 Millionen Schilling übernommen habe. Weiter äußerte er sich am 13. Februar 2002 über den Präsidenten des österreichischen Verfassungsgerichtshofes, Ludwig Adamovich: „Wenn einer schon Adamovich heißt, muss man zuerst einmal fragen, ob er überhaupt eine aufrechte Aufenthaltsberechtigung hat.“ Den österreichischen EU-Kommissar Franz Fischler bezeichnete er am 8. Juni 2004 wegen seines Verhaltens in Sachen Gentechnik als „Vaterlandsverräter“ und fügte hinzu: „normalerweise müsste man so jemandem die Staatsbürgerschaft entziehen“. Den Anwalt Rudolf Vouk, einen Kärntner Slowenen, bezeichnete er als „rasenden Rechtsbrecher“. Vouk hatte durch eine Selbstanzeige nach einer behaupteten Geschwindigkeitsübertretung im gleichnamigen Hauptort der Gemeinde Sankt Kanzian am Klopeiner See eine Entscheidung des Verfassungsgerichtshofs herbeigeführt, wonach die zu geringe Anzahl zweisprachiger Ortstafeln verfassungswidrig ist. Haider selber hatte sich über die gesetzlichen Geschwindigkeitsbegrenzungen bis zuletzt flagrant hinweggesetzt.

### Populismus
Politische Anhänger gewann Haider durch Kritik an zum Teil tatsächlich vorhandenen, aber auch populistisch aufgebauschten Missständen. So kritisierte er den parteipolitischen Proporz („Parteibonzen“) ebenso wie die angeblich für soziale Missstände verantwortlichen Ausländer, Asylbewerber und „Sozialschmarotzer“. Dem gegenüberstellte er die „guten, fleißigen und anständigen“ Österreicher als Ideal dar. Seine Appelle an latent vorhandene Ressentiments sowie bewusste Tabubrüche und das vermeintliche Aufdecken von Missständen hob er in seinen Reden besonders hervor.
So betonte die FPÖ unter Haider bis 2001, gegen „Filz und Proporz“ und gegen die „Parteibuchwirtschaft“ einzutreten. Haider gelang es, sich mit Aussagen wie „Ich bin lieber der Wolf im Schafspelz, als ein Schaf im Wolfspelz“ von den Politikern der von ihm so bezeichneten „Altparteien“ abzugrenzen. Konzepte, um Abhilfe zu schaffen, blieb er allerdings nach Ansicht seiner Kritiker in vielen Fällen schuldig.

### Ortstafelstreit
Über die österreichische Bundesverfassung äußerte sich Jörg Haider in einem Kommentar am 29. Dezember 2005 im Rundfunkprogramm des ORF zu einem wenige Tage vorher ergangenen Verfassungsgerichtshofspruch über die Ortstafelfrage in Kärnten: „Die Sprüche des Verfassungsgerichtshofes akzeptieren wir nicht, da das Volk es so will.“ Den österreichischen Staatsvertrag, der die Grundlage zur Bildung der Zweiten Republik Österreichs bedeutete, bezeichnete Haider im Zusammenhang mit dem Ortstafelstreit im südlichen Grenzgebiet zu Slowenien am 18. Jänner 2006 als „historisch bedeutungslos“.
Am 25. Oktober 2006 wurde Haider der Negativpreis Big Brother Award in der Kategorie „Lebenslanges Ärgernis“ verliehen für die Missachtung der Rechte der slowenischen Volksgruppe in Kärnten.
Auf der nationalen Seite der slowenischen 2-Cent-Münze wird der Fürstenstein abgebildet. Diese Entscheidung wurde von Haider und einigen weiteren Kärntnern kritisiert, da ihrer Ansicht nach der Fürstenstein kein historisches Element der Republik Slowenien sei. Nach der Bekanntgabe der slowenischen Regierung, den Fürstenstein auf den 2-Cent-Münzen abzubilden, ließ Landeshauptmann Jörg Haider den Fürstenstein aus dem Kärntner Landesmuseum demonstrativ in das Foyer der Kärntner Landesregierung verbringen. Auf Haiders Initiative war der Fürstenstein von 2007 bis 2013 auf allen amtlichen Dokumenten und dem Briefpapier des Landes Kärnten als Symbol der Landesregierung abgebildet.

### Umgang mit Migranten
Im Juli 2008 unternahm Haider mehrfach den Versuch, Asylbewerber aus dem von ihm regierten Bundesland Kärnten ins Flüchtlingslager Traiskirchen abzuschieben. Dies wurde jedoch von Innenministerin Maria Fekter unterbunden.
Am 28. Juli 2008 kündigte Haider an, dass in Kärnten eine Sonderanstalt geschaffen werde: „Jene, die sich nicht benehmen können und schwere Straftaten begehen, sollen künftig von der Bevölkerung getrennt untergebracht sein.“
Am 6. Oktober 2008 berichtete Haider in einer Pressekonferenz von der erfolgten Inbetriebnahme des Asylantenheims auf der Saualm. Fünf Personen seien mittlerweile bereits in der Sonderanstalt einquartiert worden, bis zu maximal 50 könnten es werden.
Bei der „Sonderanstalt“ handelt es sich um ein ehemaliges Jugendheim in der Gemeinde Griffen in einsamer Lage in einer Höhe von 1200 m. Die Einrichtung der Sonderanstalt stieß auf heftige Kritik von mehreren Seiten, neben den politischen Gegnern auch von UNHCR und Katholischer Aktion.
Am 20. Oktober 2008 kündigte der designierte Landeshauptmann Gerhard Dörfler an, dass vom Flüchtlingsreferat die Verlegung eines Tschetschenen „in das Sonderquartier auf der Saualpe eingeleitet“ wurde; der Mann wird verdächtigt, an einem Vergewaltigungsversuch beteiligt gewesen zu sein.

### Kontakte zu Saddam Hussein und Muammar al-Gaddafi
Bekannt waren seine Besuche bei Saddam Hussein und die Freundschaft mit Saif al-Islam al-Gaddafi, einem Sohn von Muammar al-Gaddafi. Laut Tagebuchaufzeichnungen von Walter Meischberger erhielt Haider von Gaddafi eine Überweisung in Höhe von 45 Millionen Euro. Die genauen Hintergründe dieser Verbindungen sind bislang unbekannt.
Außer Irak und Libyen bereiste er Ägypten, Kuwait, Syrien und den Iran. Diese Reisen führten zu Kritik von mehreren Seiten. Laut einer Untersuchung des irakischen Innenministeriums nahm Haider 2002 von Saddam Hussein einen Bargeldbetrag in Höhe von 5 Millionen USD entgegen, der in Liechtensteinischen Konten verschwand. Der Besuch Haiders bei Saddam, der die Beziehungen zwischen dem Irak und Österreich sowie zwischen der FPÖ und der Baath-Partei vertiefen sollte, sorgte für Kritik der USA und Entsetzen innerhalb Österreichs. Haider kritisierte später die Hinrichtung Saddam Husseins.

### Verhältnis zum Islam
Im Jahr 2007 unterstützte Haider in seiner Funktion als Kulturreferent die Sanierung des Vereinsgebäudes des „Türkisch Islamischen Vereins für kulturelle und soziale Zusammenarbeit in Villach“, dessen Mitglieder fast zur Hälfte österreichische Staatsbürger sind, mit 10.000 €. Jörg Haider wurde in den letzten Jahren einer der prominentesten Befürworter eines EU-Beitritts der Türkei aus dem „dritten Lager“.
Andererseits stellte er sich dem Bau von Moscheen in Kärnten entgegen, indem er sich für das „Ortsbildpflege“-Gesetz aussprach. In der Auseinandersetzung um den Bau eines Minarettes sagte er mit Verweis auf einen umstrittenen Ausspruch Recep Tayyip Erdoğans: „Weil nicht brave biedere Muslime diese Minarette bauen wollen, sondern radikale Islamisten im Hintergrund. Sie wollen ihre Symbole der Macht in unsere Landschaft klotzen“. Nachdem der Verfassungsgerichtshof Haiders Entscheidung gekippt hatte, einem in Kärnten lebenden muslimischen Sudanesen wegen dessen Weigerung, Frauen die Hand zu schütteln, nicht die Staatsbürgerschaft zu verleihen, bezeichnete Haider diesen als „Islamisten-Lobby“.

### Spekulationen um Haiders sexuelle Orientierung
Im Jahr 2000 äußerte die spätere Literaturnobelpreisträgerin Elfriede Jelinek in einem Interview in der deutschen Presse über Haider: „Er ist der Führer eines homoerotischen Männerbunds und arbeitet bewusst mit homophilen Codes, natürlich ohne sich wirklich als homosexuell zu bekennen.“ Schon kurz zuvor hatte Rosa von Praunheim in einer niederländischen Schwulenzeitung über Haiders angebliche Homosexualität berichtet. In Reaktion auf das Interview Jelineks wurde Haiders sexuelle Orientierung vor allem in deutschen Medien diskutiert. Die taz veröffentlichte eine Satire mit dem Titel: „Haider Outing: Der Jörg will eh bloß kuscheln.“ Die Homosexuelle Initiative (HOSI) Wien stellte dies als Outing Haiders dar und erklärte, ihr seien „seit rund zehn Jahren die vielen Gerüchte über Haiders Homosexualität bekannt gewesen. Einerseits haben wir es als positiv empfunden, daß derartige Gerüchte der Karriere eines Politikers nicht mehr schaden …, andererseits wäre gerade ein Outing Haiders schon früher gerechtfertigt gewesen, wenn man Outing als politischen Akt gegen versteckte Homosexuelle betrachtet, die in wichtigen politischen Funktionen durch ihr anti-homosexuelles Wirken anderen Homosexuellen schaden.“
Haider selbst stritt die Gerüchte 2004 in einem Interview mit Karin Resetarits ab.

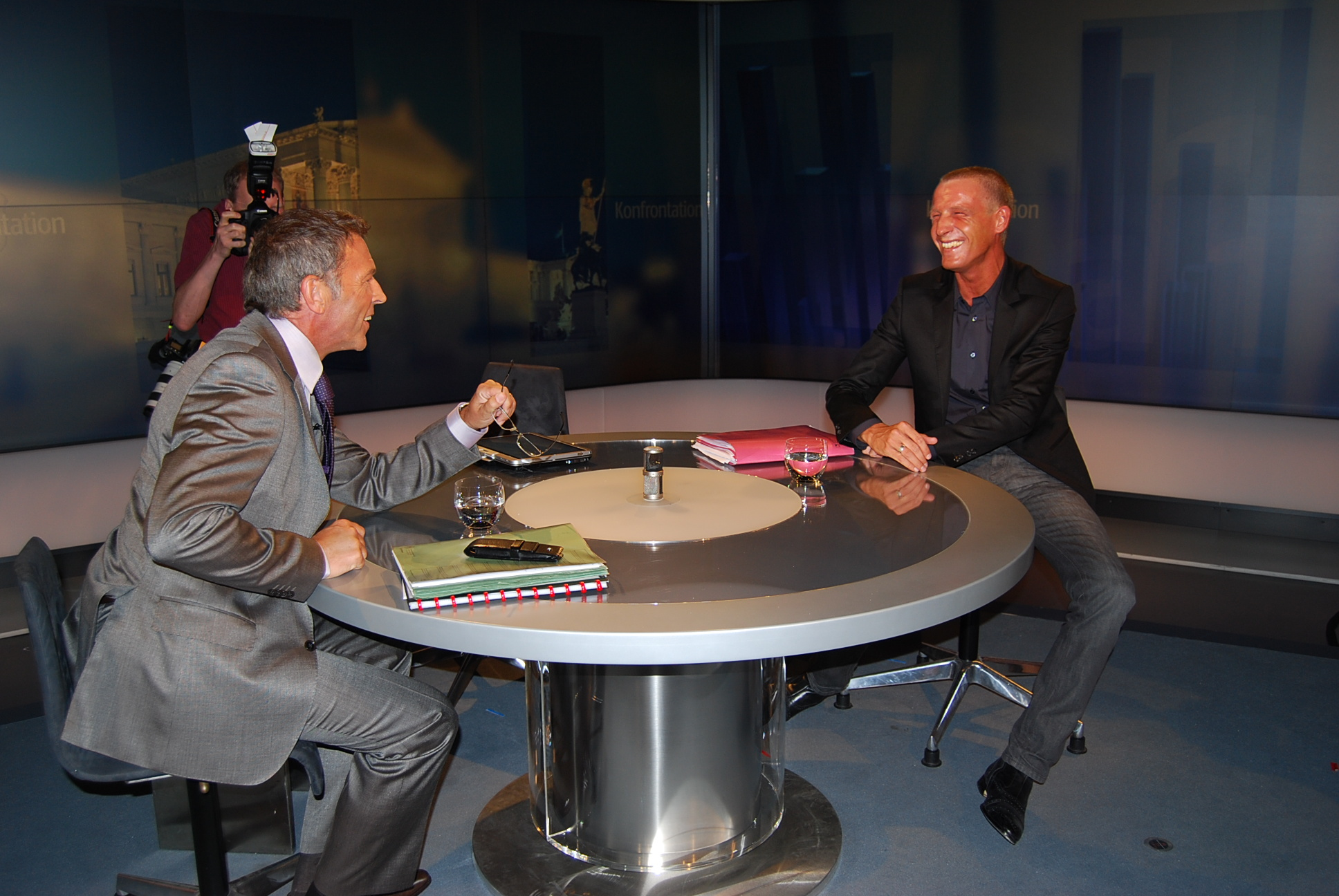
Jörg Haider, der damalige Bundesparteiobmann des BZÖ, zusammen mit seinem Stellvertreter und späteren Nachfolger Stefan Petzner im September 2008

Weil Haider vor seinem Tod ein Klagenfurter Lokal besucht hatte, in dem auch viele Homosexuelle verkehren, und weil sein Mitarbeiter Stefan Petzner ihn vor laufenden Kameras weinend als seinen „Lebensmenschen“ und als „Mann meines Lebens“ bezeichnet hatte, gab es unter österreichischen und deutschen Journalisten eine Debatte darüber, ob Haider homosexuelle Kontakte gehabt habe und wie man öffentlich damit umgehen solle. Seine Witwe dementierte eine solche Veranlagung ihres verstorbenen Mannes. Petzners Ausdruck „Lebensmensch“ wurde zum österreichischen Wort des Jahres 2008 gewählt.
Eine von Haiders Witwe Claudia in seinem Namen beantragte einstweilige Verfügung des Grazer Landesgerichts verbietet es der Bild-Zeitung bis auf Weiteres, über die sexuelle Orientierung von Jörg Haider zu spekulieren. In diesem Zusammenhang legte der Richter des Landesgerichts im November 2009 fest: „Die Behauptung und/oder Verbreitung der Äußerung, Dr. Jörg Haider wäre homosexuell gewesen und/oder Dr. Jörg Haider wäre bisexuell gewesen und/oder Dr. Jörg Haider hätte vor seinem Tod einen Geliebten gehabt und/oder sinngleiche Äußerungen sind in Zukunft zu unterlassen.“

### Vorwurf geheimer Konten in Liechtenstein
Das österreichische Nachrichtenmagazin „profil“ veröffentlichte im Sommer 2010 Berichte über angebliche geheime Konten von Haider:
- Auf einem bislang nicht bekannten internen Dossier des irakischen Innenministeriums basiert ein Bericht (Jörg Haiders geheime Geldgeschäfte mit dem irakischen Diktator Saddam Hussein. – Haider kassierte 2002 fünf Millionen Dollar – Ewald Stadler wird auch als Empfänger genannt. „Über Liechtensteiner Briefkästen sollen Schwarzgelder an politische Entscheidungsträger in Österreich, Deutschland und Kroatien geflossen sein.“).[100]

- Exklusiv: Haider soll 45 Millionen Euro nach Liechtenstein geschleust haben. – Haiders zwölf Briefkästen: Der verstorbene Kärntner Landeshauptmann soll 45 Millionen Euro aus dunklen Kanälen nach Liechtenstein geschleust haben. Bei Kontoöffnungen stießen die Behörden auf ein dichtes Netz an Treuhandkonstruktionen.[101]

Diese Meldungen wurden von vielen in- und ausländischen Medien aufgegriffen. Am 17. August bestätigte Franz Limpl (Ex-Beamter der Regierung Saddam Husseins im Irak), dass Haider von Hussein insgesamt 2,5 Millionen Dollar für eine PR-Kampagne erhielt.
„In den in Liechtenstein beschlagnahmten Unterlagen sind keine Konten oder Gesellschaften aufgetaucht, die von Dr. Jörg Haider oder seinem unmittelbaren Umfeld kontrolliert wurden oder werden“, so lautet wörtlich die Anfragebeantwortung der Staatsanwaltschaft Liechtenstein.

### Illegale Parteienfinanzierung über die Privatisierung der Hypo-Alpe-Adria-Bank
Beim Verkauf der landeseigenen Hypo-Alpe-Adria-Bank AG an die BayernLB 2007 wurde auf Betreiben und mit Bewilligung Haiders von der Kärntner Landesholding an den Villacher Steuerberater Dietrich Birnbacher für ein sechsseitiges Gutachten ein Honorar von sechs Millionen Euro bezahlt. Im Zuge der Aufklärung des Hypo-Deals wurden Birnbacher und der Kärntner ÖVP-Vorsitzende Josef Martinz wegen Untreue angeklagt. Haider war zu diesem Zeitpunkt bereits verstorben. Im Prozess gestand zunächst Birnbacher, ihm sei bewusst gewesen, dass das von ihm erhaltene Honorar nicht angemessen gewesen sei. Ursprünglich sei sogar die Überweisung von zwölf Millionen geplant gewesen. Haider habe die Summe jedoch im Zuge eines Gespräches halbiert: „Birni, wir können dir die zwölf Millionen Euro nicht zahlen, bist du mit sechs Millionen auch zufrieden?“ Birnbacher habe dem damals zugestimmt. Nachdem dieser im Prozess sein Geständnis schließlich ausweitete und zugab, es sei von vornherein mit Haider und Martinz vereinbart gewesen, dass er, Birnbacher, Teile des Honorars an die ÖVP und das BZÖ spenden werde, legte auch Martinz ein Geständnis ab, in dem er auch den verstorbenen Landeshauptmann schwer belastete:

„Nach der Abwicklung des Hypo-Verkaufes haben […] Haider und ich die Idee entwickelt, dass etwas an die Parteien gehen soll.“

Der ehemalige Chef der BayernLB, Werner Schmidt, der im Oktober 2014 im Zusammenhang mit dem Verkauf der Hypo Alpe Adria zu einer bedingten Haftstrafe verurteilt wurde, hatte im Prozess eingestanden, Jörg Haider bestochen zu haben. Es sei um 2,5 Millionen Euro für Fußball-Sponsoring in Kärnten rund um das Fußballstadion in Klagenfurt gegangen.
Vor dem Morgen des 17. März 2016 „haben Unbekannte ihrem Ärger über den Heta-Krimi Luft gemacht“. Ein aus zwei weißen Stoffbahnen genähtes etwa 10 m langes Banner mit dem aufgesprühten Text: „Danke Jörg! Ewig in deiner Schuld!“ prangte um 06 Uhr 30 am Gebäude der Heta-Bank, zuvor Hypo Alpe Adria, und wurde um 8 Uhr von Haustechnikern entfernt. Die Danksagung war in etwa 15 m Höhe an dem gut bekletterbaren Lichtblendengitter vor der straßenseitigen Fassade montiert.

### Styrian Spirit
2005 veranlasste Haider, dass die Hypo-Alpe-Adria eine Beteiligung an der Fluglinie Styrian Spirit einging und dieser trotz ihrer prekären finanziellen Situation einen ungesicherten Kredit in Höhe von zwei Millionen Euro gewährte. Styrian Spirit meldete 2006 Insolvenz an und wurde liquidiert. Die HAA-Vorstände Gert Xander und Wolfgang Kulterer wurden 2013 wegen Untreue im Fall des Kredits an die Styrian Spirit zu mehrjährigen Haftstrafen verurteilt. Die Urteilsbegründung stellte fest, „dass zum Schaden der Bank ein politischer Wille umgesetzt wurde“.

### Mutmaßliche Spende der Telekom Austria an die FPÖ
Im Prozess um eine mutmaßlich illegale Parteispende der Telekom Austria an die FPÖ gab das ehemalige TA-Vorstandsmitglied Rudolf Fischer im Rahmen eines Teilgeständnisses an, dass Haider die Telekom angewiesen habe, einen Auftrag in Höhe von 600.000,- € an die Werbeagentur Gernot Rumpolds zu vergeben. Die Staatsanwaltschaft nimmt an, dass die 2004 am Rande der Insolvenz stehende FPÖ weder Rumpold für frühere Aufträge bezahlen noch die Mittel für Werbung zu den Wahlen zum EU-Parlament 2004 aufbringen konnte. Haider intervenierte daraufhin bei der Telekom, die einen Scheinauftrag für mehrere laut Staatsanwaltschaft wertlose Gutachten an Rumpolds Agentur vergab. Nachdem Rumpold Mittel der Telekom Austria erhalten hatte, verzichtete er auf bestehende Forderungen gegen die FPÖ. In erster Instanz wurde Rumpold am 9. August 2013 zu einer Haftstrafe von drei Jahren verurteilt, das Gericht folgte der Darstellung Fischers und der Staatsanwaltschaft.

## Auszeichnungen
Im Jahr 2004 erhielt er vom Bundespräsidenten Thomas Klestil das Große Silberne Ehrenzeichen am Bande für Verdienste um die Republik Österreich.

## Publikationen
- Friede durch Sicherheit. Freiheitliches Bildungswerk, Wien 1992, ISBN 3-901292-11-X.
- Europa der Regionen. Leopold Stocker Verlag, Graz 1993, ISBN 3-7020-0676-1 (Umberto Bossi, Joze Pucnik, Jörg Haider)
- Die Freiheit, die ich meine. Ullstein Verlag, Frankfurt/Main / Berlin 1993, ISBN 3-548-36629-5.
- The Freedom I Mean. Swan Books, New York 1995
- Befreite Zukunft jenseits von links und rechts. Ibera Verlag/European University Press, Wien 1997, ISBN 3-900436-54-1.
- Zu Gast bei Saddam – Im Reich des Bösen. Ibera Verlag/European University Press, Wien 2003, ISBN 3-85052-160-5.
- Bewegung. Ibera Verlag, Wien 2004, ISBN 3-85052-174-5.